# Afroestricus kimerus
Afroestricus kimerus är en tvåvingeart som beskrevs av Scarbrough 2005. Afroestricus kimerus ingår i släktet Afroestricus och familjen rovflugor. Inga underarter finns listade i Catalogue of Life.